# E. Donnall Thomas
Edward Donnall Thomas (15. března 1920 – 20. října 2012) byl americký lékař a profesor na Washingtonské univerzitě, nositel Nobelovy ceny za fyziologii a lékařství za rok 1990. Spolu s ním byl za pokrok v oblasti transplantací oceněn Joseph Murray. Thomas ji dostal za to, že spolu se svou ženou a spolupracovnicí Dottie Thomasovou vyvinuli metodu transplantace kostní dřeně, jíž lze léčit leukémii.